# Häränsaari (ö i Södra Karelen)
Häränsaari är en ö i Finland. Den ligger i sjön Saimen och i kommunen Villmanstrand i den ekonomiska regionen  Villmanstrands ekonomiska region  och landskapet Södra Karelen, i den södra delen av landet, 210 km nordost om huvudstaden Helsingfors. Öns area är 3,7 hektar och dess största längd är 330 meter i öst-västlig riktning.